# 44473 Randytatum
44473 Randytatum è un asteroide della fascia principale. Scoperto nel 1998, presenta un'orbita caratterizzata da un semiasse maggiore pari a 3,1380036 UA e da un'eccentricità di 0,1235383, inclinata di 22,58728° rispetto all'eclittica.